# Nitramid
A nitramid a hiposalétromossavval izomer vegyület, képlete H2N−NO2. Szerves – RNHNO2 képletű – származékait nitraminoknak nevezzük, ezeket széles körben robbanószerként használják. A nitraminok közé tartozik például az RDX és a HMX.

## Szerkezete
Molekulája kristályrácsban síkalkatú, de gázfázisban nem sík szerkezetet vesz fel.

## Előállítása
Thiele és Lachman eredetileg kálium-nitrokarbamát hidrolízisével állította elő:
K2(O2NNCO2) + 2H2SO4 → O2NNH2 + CO2 + 2KHSO4
További előállítási mód a nitrokarbaminsav hidrolízise:
O2NNHCO2H → O2NNH2 + CO2,
szulfámsav és salétromsav reakciója:
Na(SO3NH2) + HNO3 → O2NNH2 + NaHSO4
és a dinitrogén-pentoxid két ekvivalens ammóniával történő reakciója:
N2O5 + 2NH3 → O2NNH2 + NH4NO3

## Reakciói
Vizes közegben bomlik, a reakciót bázis katalizálja:
O2NNH2 → N2O + H2O

## Fordítás
Ez a szócikk részben vagy egészben  a   Nitramide című angol Wikipédia-szócikk ezen változatának fordításán alapul.  Az eredeti cikk szerkesztőit annak laptörténete sorolja fel. Ez a jelzés csupán a megfogalmazás eredetét és a szerzői jogokat jelzi, nem szolgál a cikkben szereplő információk forrásmegjelöléseként.